# Білюх степовий
Білюх степовий (Pontia chloridice) — вид метеликів родини біланових (Pieridae).

## Етимологія
Вид названо на честь персонажа давньогрецької міфології Хлоридіки — однієї з данаїд.

## Поширення
Вид поширений у степовій зоні Східної Європи та значної частини Азії від України і Балкан до Кореї та Північної Індії.

## Опис
Довжина переднього крила 17-22 мм. Верх крила білий з сірими плямами біля вершини і по краю крил. Знизу задні крила з яскраво-зеленим стрілчастим малюнком. Гусениця покрита зеленими волосками, її колір блакитно-зелений, з жовтими колами в місцях зчленування сегментів, уздовж спини і з боків над ногами проходять світло-зелені лінії.

## Спосіб життя
У рік буває два покоління. Метелики літаються з середини травня до кінця червня і з середини липня до осені. Трапляється в степах і лісостепах, рідко в горах. Гусениці годуються на рослинах родини капустоцвітних (Descurainia, Sisymbrium, Sinapis). Стадія лялечки проходить на стеблах і листках.